# Gyotaku

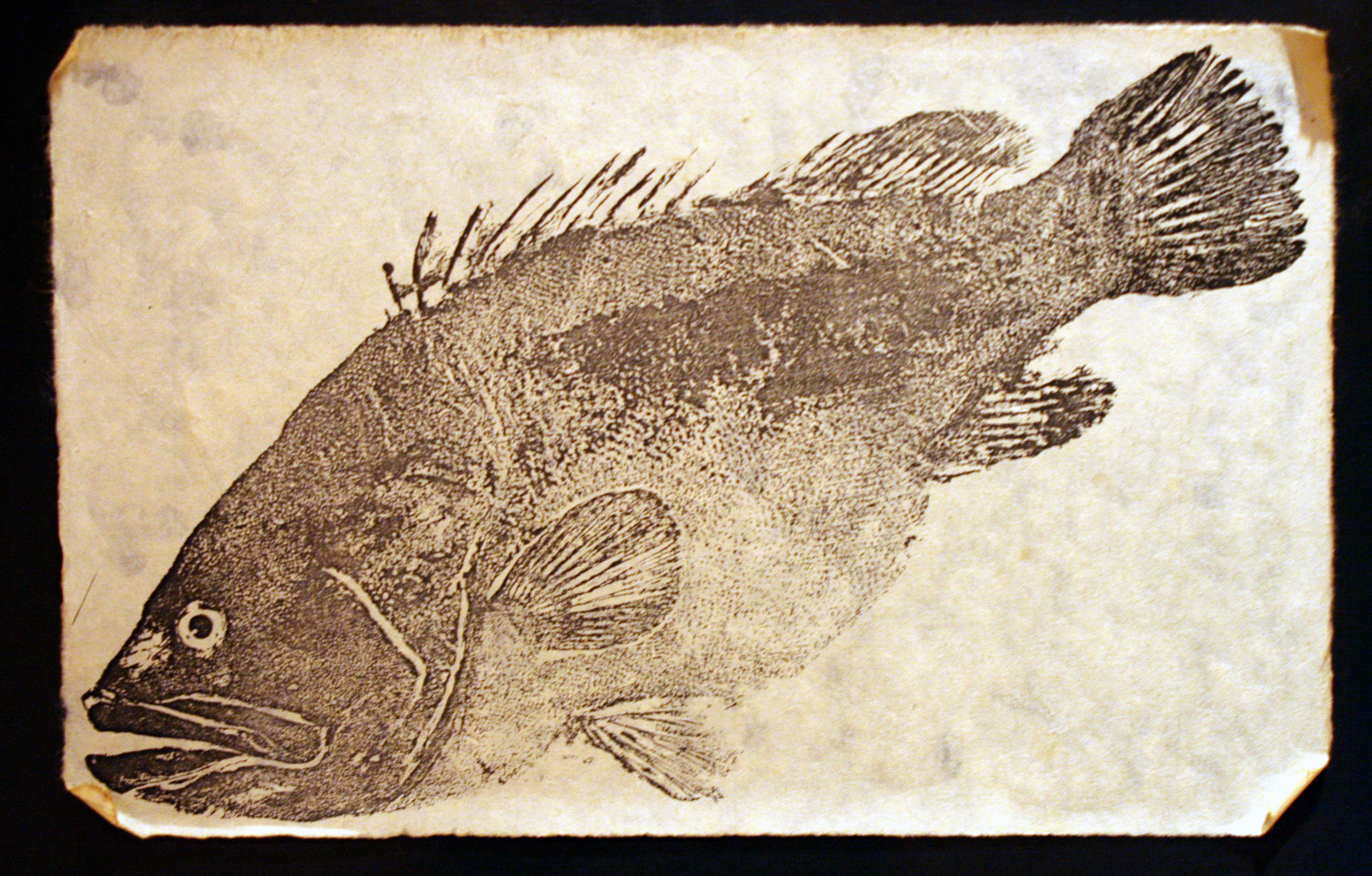
Mộc bức Gyotaku

Gyotaku (Kanjii: 魚拓, Hán Việt: ngư tháp, được ghép từ gyo (魚 - ngư - con cá) và taku (拓 - tháp - in) là một phương pháp in hình cá sinh vật biển hoặc các vật tương tự bằng cách sử dụng chính đối tượng đó làm bản in. Gyotaku  xuất hiện tại Nhật Bản từ giữa thế kỷ 19. Ngư dân và thợ câu sử dụng cách in này để lưu lại hình ảnh cá họ bắt được và bản thân gyotaku cũng là một loại hình nghệ thuật.

## Phương pháp tạo Gyotaku

### Phương pháp trực tiếp
Đầu tiên, người ta loại bỏ chất nhờn nhầy nhụa trên bề mặt cơ thể cá bằng cách rắc muối lên và chà xát để đảm bảo bám mực và rõ nét chi tiết, sau đó rửa kỹ cơ thể cá bằng nước và thấm khô mình con cá. Tiếp đó đặt con cá trên mặt phẳng và giữ cố định, mở vây và đuôi ra sắp xếp hình dạng. Sau đó tới bước phết mực lên mình cá, thông thường để tạo chiều sâu, đầu và lưng sẽ tô màu đen sẫm, phần bụng tô đen nhạt, không tô mắt mà chi tiết này sẽ bổ sung sau. Trước khi màu khô, phủ giấy lên cá sao cho cá nằm ở giữa tờ giấy và ấn mạnh bên mép bằng đầu ngón tay, cần làm thật cẩn thận để giấy bám tốt, sau đó nhẹ nhàng bóc giấy Gyotaku ra khỏi cá.

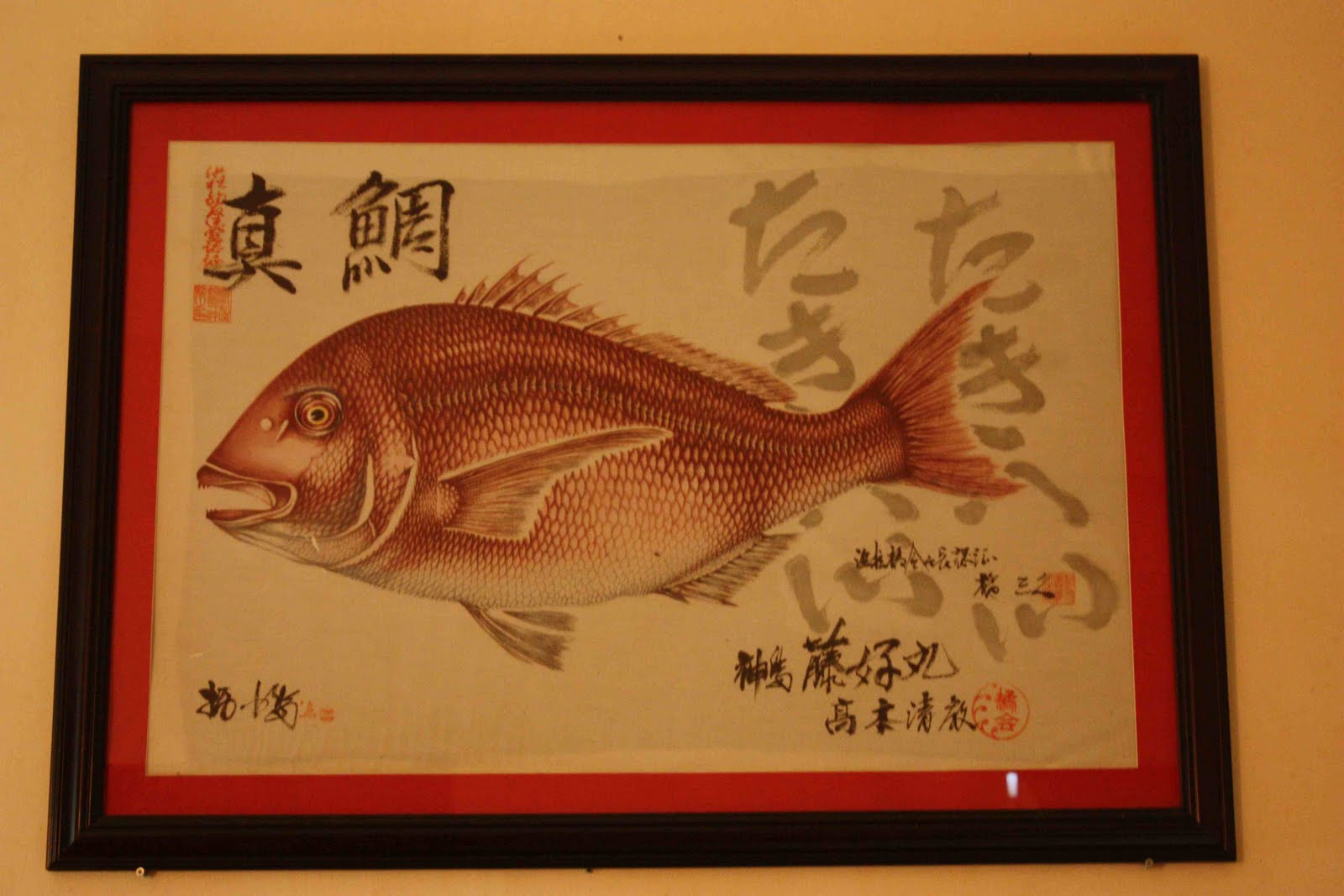
Gyotaku một con cá tráp đỏ (真鯛)

Đối với phương pháp gián tiếp, các bước vệ sinh và cố đinh cũng tương tự như phương pháp trực tiếp. Tuy nhiên, thay vì bôi mực trực tiếp lên mình cá, người ta làm ẩm một miếng vải hoặc giấy để nó dính vào cá trước. Sau đó mới dùng một cây “cọ” đặc biệt (trên đầu dùng vải bọc bông gòn) đã chấm mực ấn lên toàn bộ bế mặt cá.